# أستريد سومر
أستريد سومر (بالنرويجية البوكمول: Astrid Sommer)‏ هي ممثلة نرويجية، ولدت في 21 مايو 1906 في أوسلو في النرويج، وتوفي بنفس المكان في 9 أبريل 1990.

## وصلات خارجية
- أستريد سومر على موقع IMDb (الإنجليزية)
- أستريد سومر على موقع ديسكوغز (الإنجليزية)
- أستريد سومر على موقع قاعدة بيانات الفيلم (الإنجليزية)